# T Ceti
Ne doit pas être confondu avec Tau Ceti.
Désignations
T Ceti est une étoile variable semi-régulière située dans la constellation de la Baleine. Elle varie entre des magnitudes 5,0 et 6,9 selon une période de 159,3 jours. Le décalage de parallaxe stellaire mesuré par Hipparcos est de 3,7 mas, ce qui donne une estimation de distance d'environ 900 années-lumière. Elle s'éloigne de plus en plus de la Terre avec une vitesse radiale héliocentrique de +29 km/s.
T Ceti est une étoile de type S sur la branche asymptotique des géantes avec un type spectral M5-6Se. L'étoile perd de la masse à un rythme de 8,2 × 10−8 M☉/an-1, et elle est entourée d'une « coquille » de poussière circumstellaire, principalement composée de silicates cristallisés riches en fer.
La masse de T Ceti est estimée à trois fois celle du Soleil et son rayon est de 275 fois celui du Soleil. Sa photosphère agrandie émet une luminosité 8 128 fois supérieure à celle du Soleil à une température effective de 3 396 K.